# Find
find est une commande UNIX permettant de chercher des fichiers dans un ou plusieurs répertoires selon des critères définis par l'utilisateur.
Par défaut, find retourne tous les fichiers contenus dans l'arborescence du répertoire courant. find permet aussi d'exécuter une action sur chaque fichier retrouvé, ce qui en fait un outil très puissant.
Contrairement à Locate ou d'autres commandes similaires, find ne fait pas appel à un index pour stocker les informations à rechercher.

## Utilisation
find dispose de nombreuses options pour limiter les fichiers selon leurs caractéristiques : taille, date de modification, propriétaire, type, etc.
La syntaxe générale est :
```
 
find
 
chemin
 
[
chemin2...
]
 
[
options
]
 
[
action
]

```

La syntaxe de find permet de faire appel aux filtres et expressions rationnelles. Voici quelques exemples d'utilisation :
Impression de la liste des fichiers sous /home qui ont été modifiés dans les 7 derniers jours :
```
 
find
 
/home
 
-type
 
f
 
-a
 
-mtime
 
-7
 
-print

```

Recherche de la chaîne Wikipedia dans tous les fichiers terminés par .txt sous /home :
```
 
find
 
/home
 
-type
 
f
 
-a
 
-name
 
'*.txt'
 
-exec
 
grep
 
-H
 
Wikipedia
 
{}
 
\;

```

Suppression des fichiers sous /tmp de plus de 14 jours ou nommés core :
```
 
find
 
/tmp
 
-type
 
f
 
-a
 
\(
 
-mtime
 
+14
 
-o
 
-name
 
'core'
 
\)
 
-exec
 
rm
 
{}
 
\;

```

Recherche du fichier nom.txt récursivement à partir du répertoire courant et écrit le résultat dans le fichier sortie.txt situé sur le répertoire spécifié par chemin :
```
 
find
 
.
 
-name
 
"nom.txt"
 
-print
 
>
 
./chemin/sortie.txt

```

En raison de la possibilité d'espaces dans les noms de fichiers (par exemple /tmp/ /etc/passwd), on prendra garde à des constructions telles que :
```
 
find
 
/tmp
 
-type
 
f
 
-a
 
-mtime
 
+14
 
|
 
xargs
 
rm

```